# 21世紀記念公園麓山の杜
21世紀記念公園麓山の杜（21せいききねんこうえんはやまのもり）は、福島県郡山市麓山にある公園（地区公園）。公園面積28,000.0㎡。

## 概要
工場跡地に整備された公園で、この地には日東紡績の前身となる郡山絹糸紡績が1905年（明治38年）に工場を開設し、1991年（平成2年）8月まで日東紡績の郡山工場となっていた。この日東紡績郡山第一工場跡地を郡山市が取得して整備し、2003年（平成15年）4月に開園した。なお、近隣にあった日東紡績郡山第二工場はザ・モール郡山となった。
「人々を誘い、人々が集い、にぎわいのある活気に満ちた21世紀に向けての新しい街づくりのため、その先駆けとなるとともに、市民に親しまれ、市民が誇れるような公園づくり」をテーマとしている。
工場として利用されていた1957年（昭和32年）に日東紡社友会が「日東紡発祥之碑」の石碑を建立していたが、1991年の郡山市への土地売却により石碑は移設され、日東紡富久山事業センター内に保管されていた。2023年（令和5年）、日東紡績株式会社創立100周年記念事業の一環でこの石碑は郡山市に寄贈され、産業史を追想するモニュメントとして創業の地に当たる公園内に再度移設されることになった。

## 施設
南側入口付近に建つ「とんがりふれあい館」には管理事務所が置かれ、各種イベントが開催される体験学習室やホール、カフェなどがある。
西側には日本庭園があり、庭園内には茶道や華道に利用できる「麓山荘」「無尽庵」が建つ。麓山荘では300円ほどで抹茶が提供されている。
その他、園内には四季折々の草花が見られる「四季の花壇」「杜の花壇」などがあり、郡山市の観光用パンフレットなどでチューリップの名所として紹介されている他、巨石を利用した遊具や石玉回転噴水等がある「石の遊び場」、噴水の「ウォーターシアター」、および、災害時の備蓄倉庫や耐震性貯水槽などがある。

### 休園日
- 休園日 月曜日（祝日の場合は翌日）、12月28日～1月4日
- 休園日でも屋外の施設は利用可能

### ギャラリー

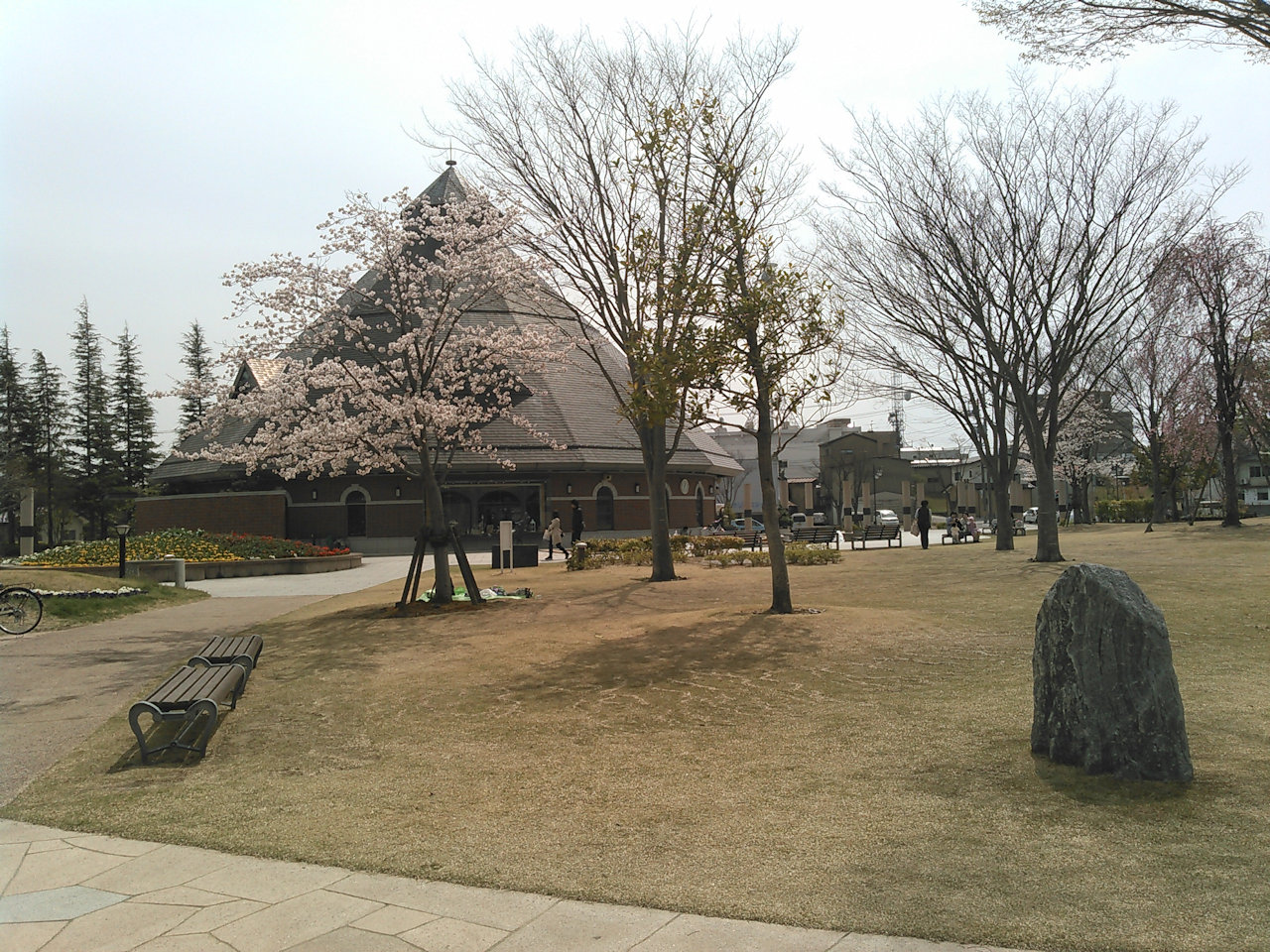
安積野広場から四季の花壇方向
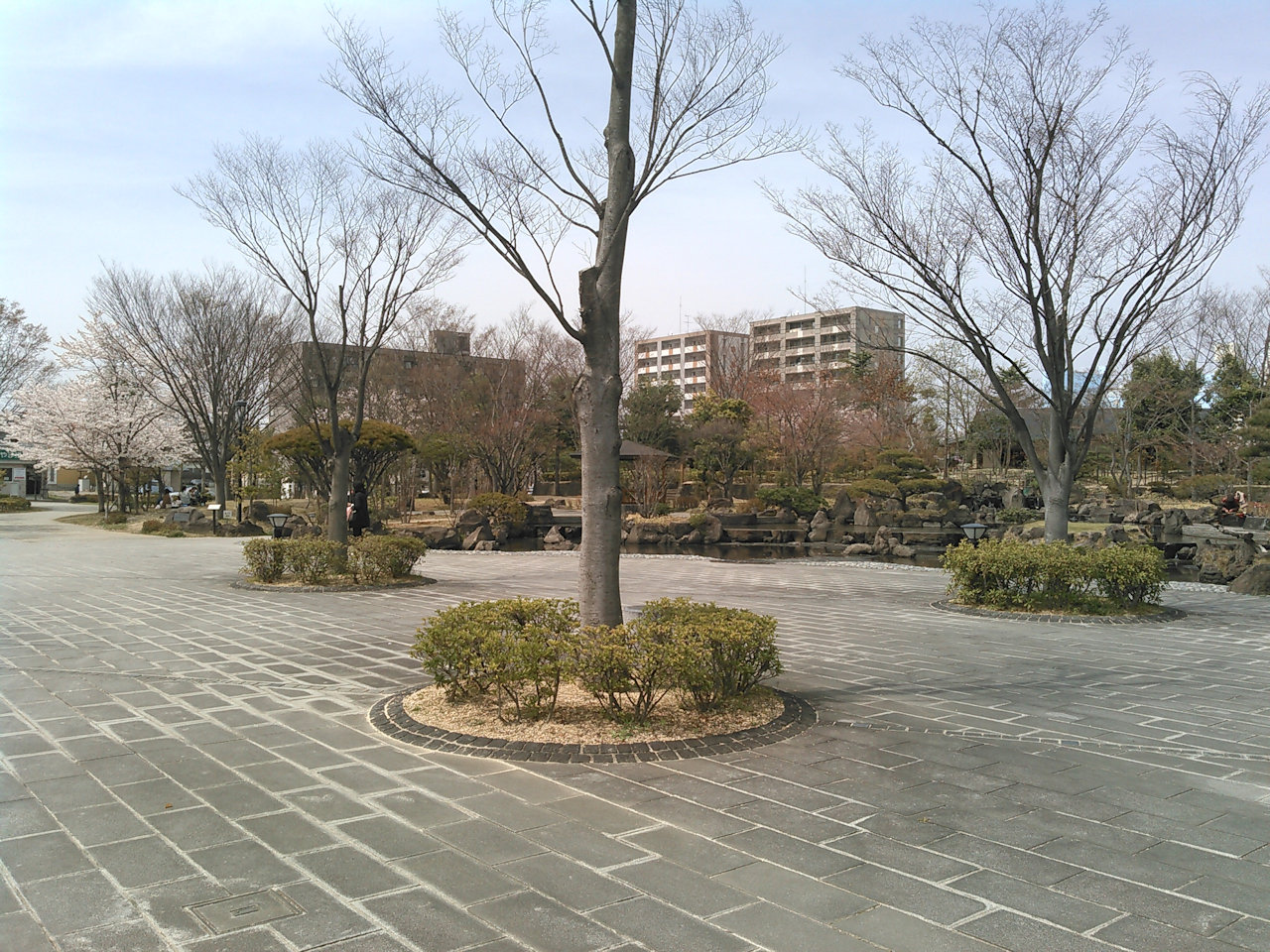
杜のエントランスから日本庭園方向
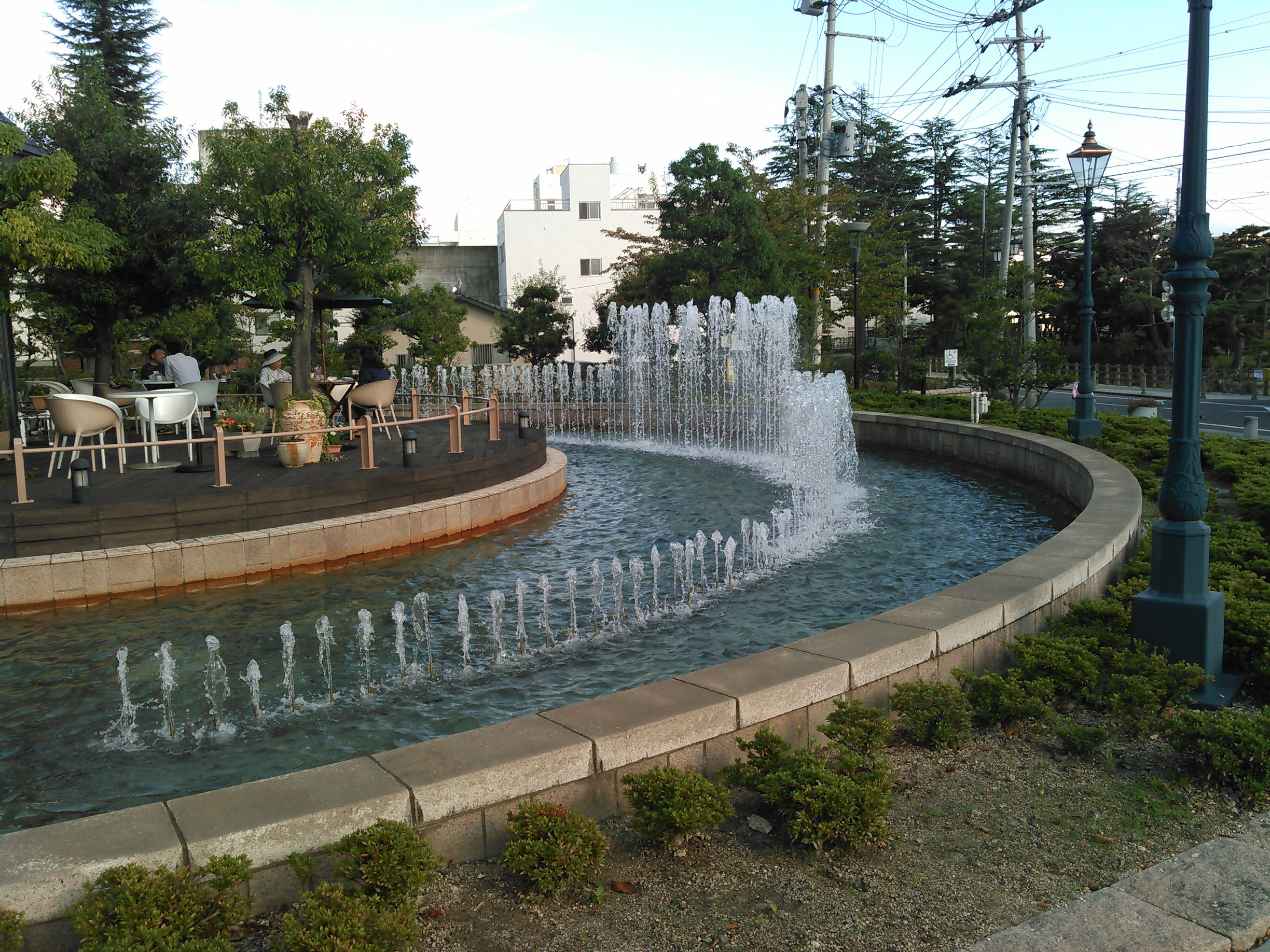
ウォーターシアター
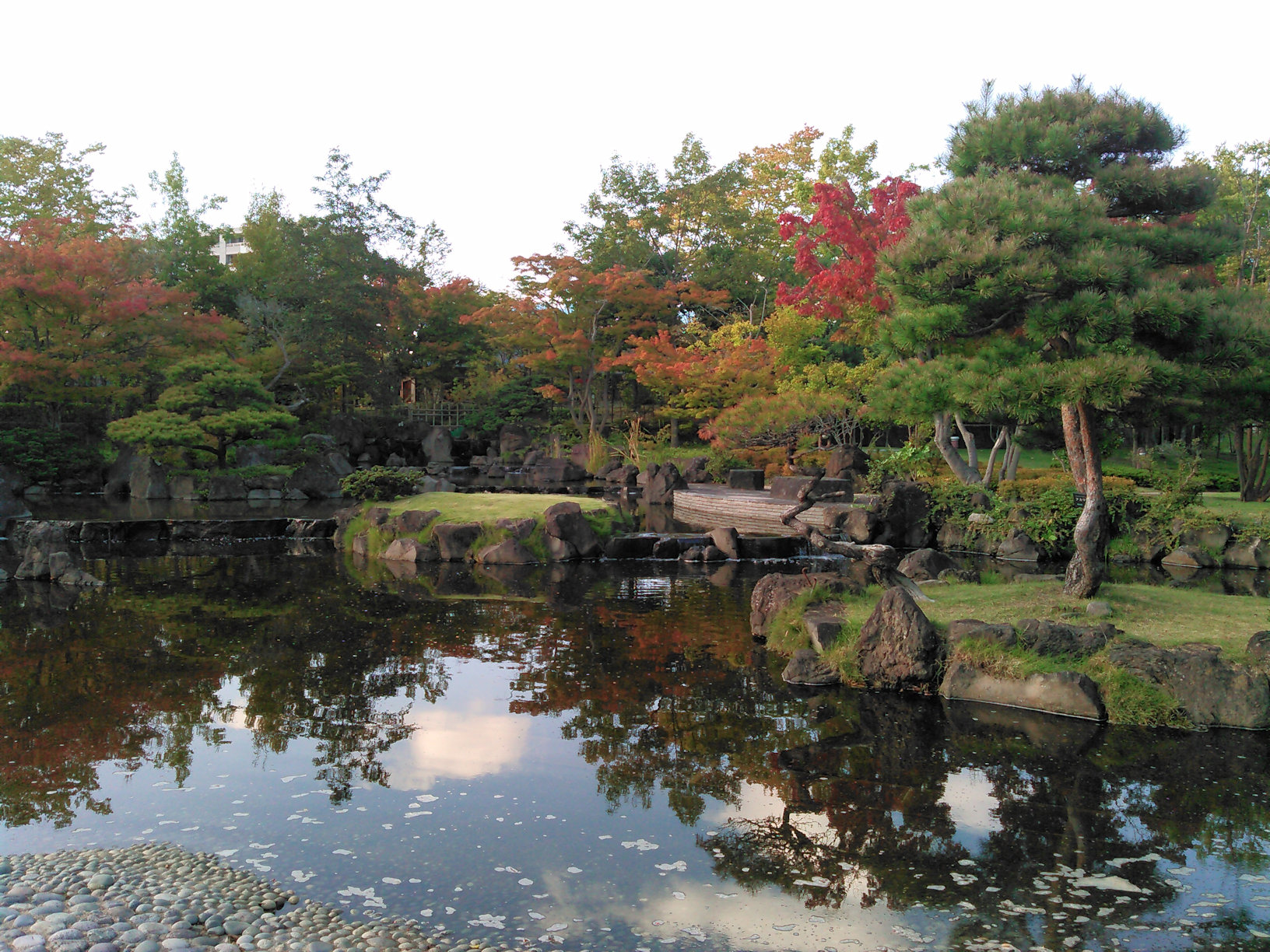
日本庭園エントランス側
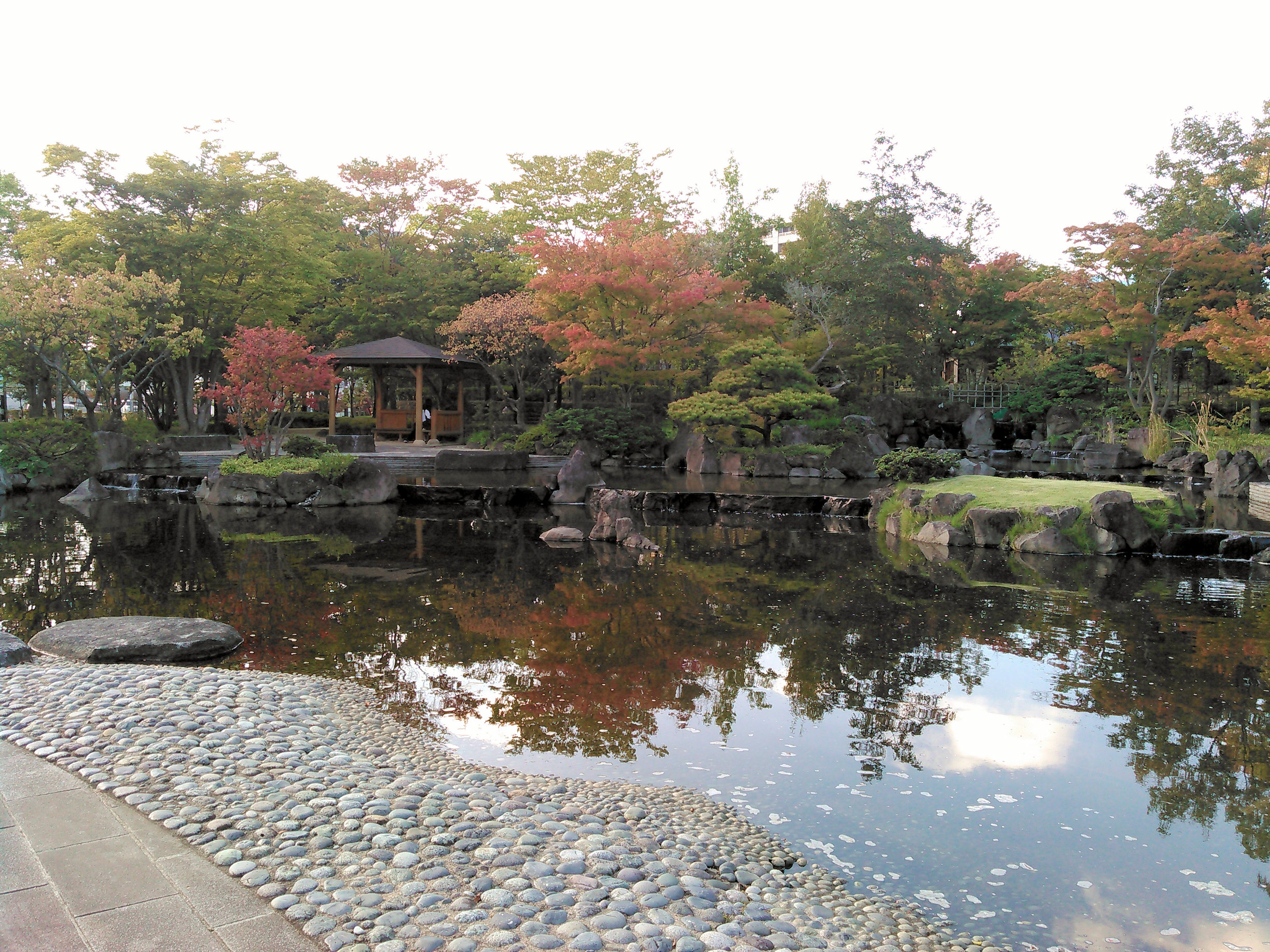
日本庭園四阿付近
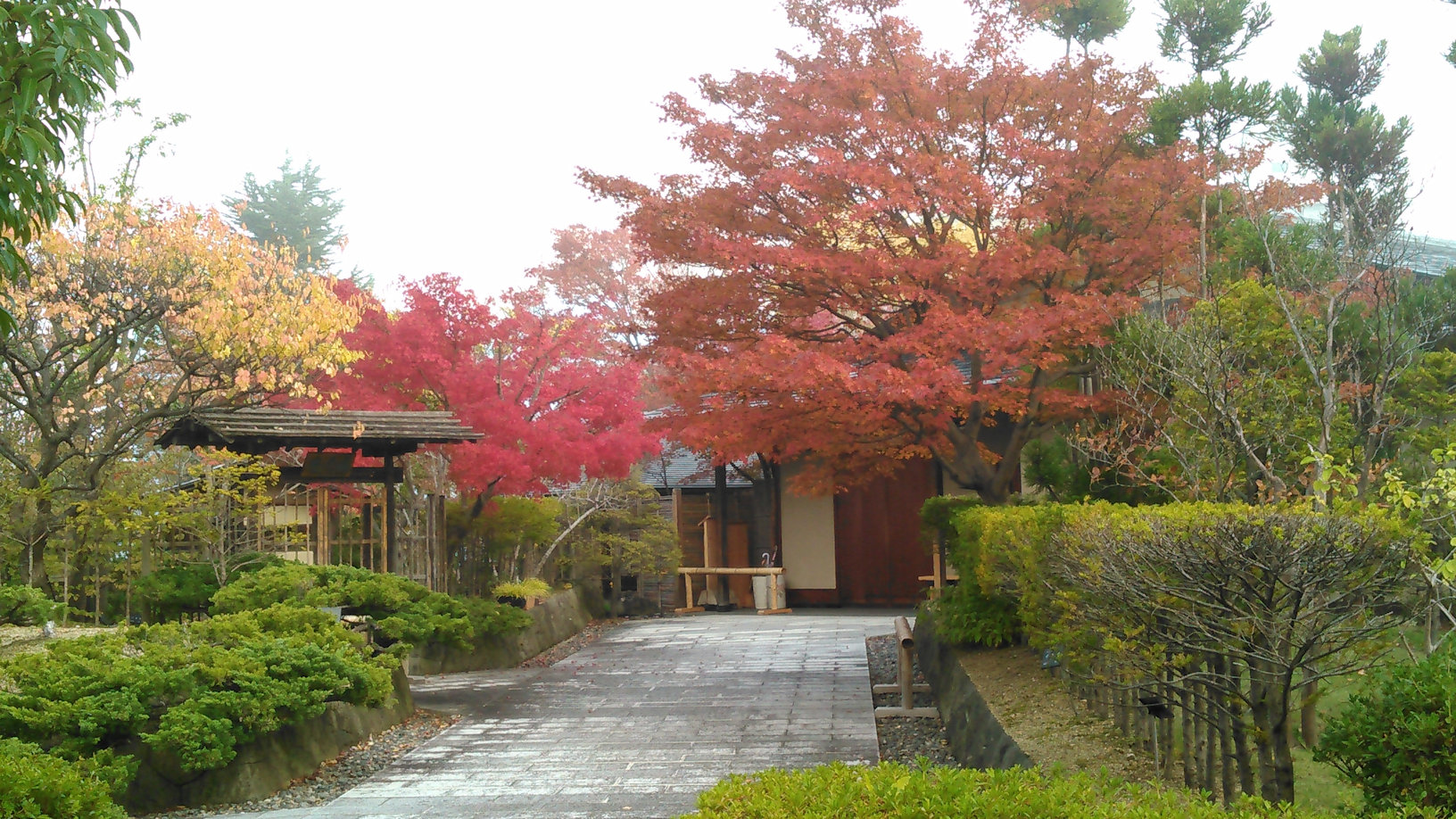
麓山荘入口付近
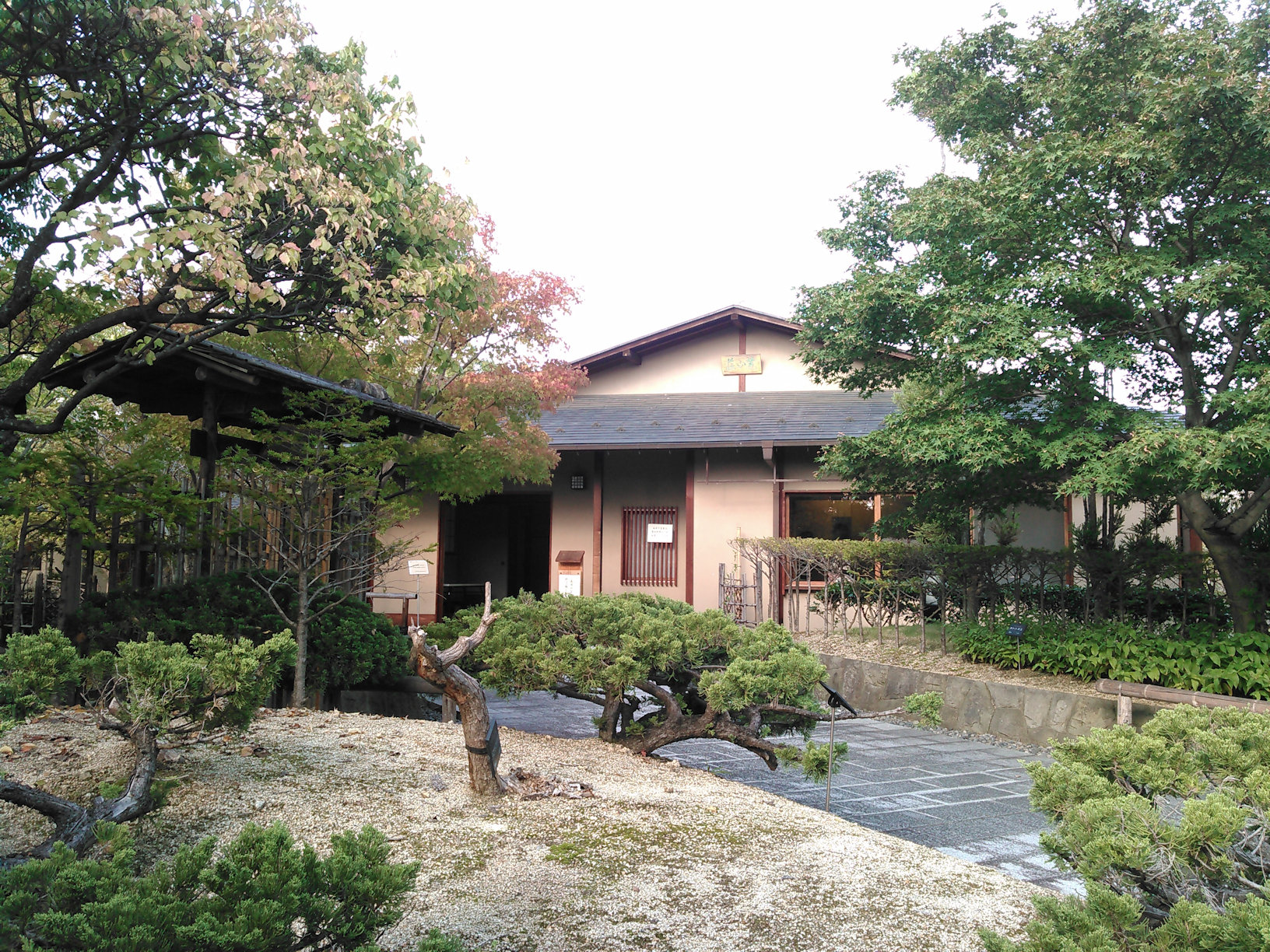
麓山荘
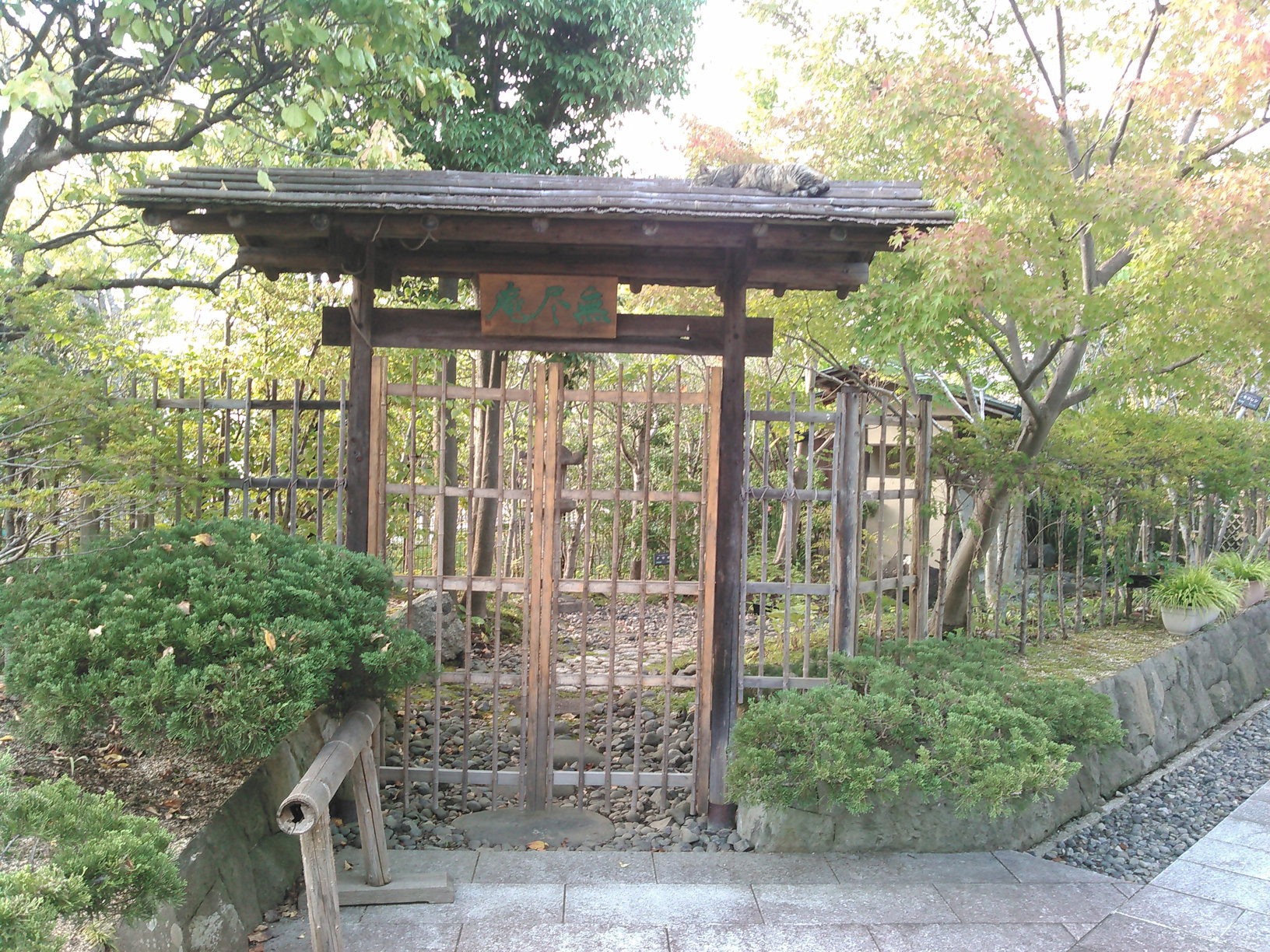
無尽庵
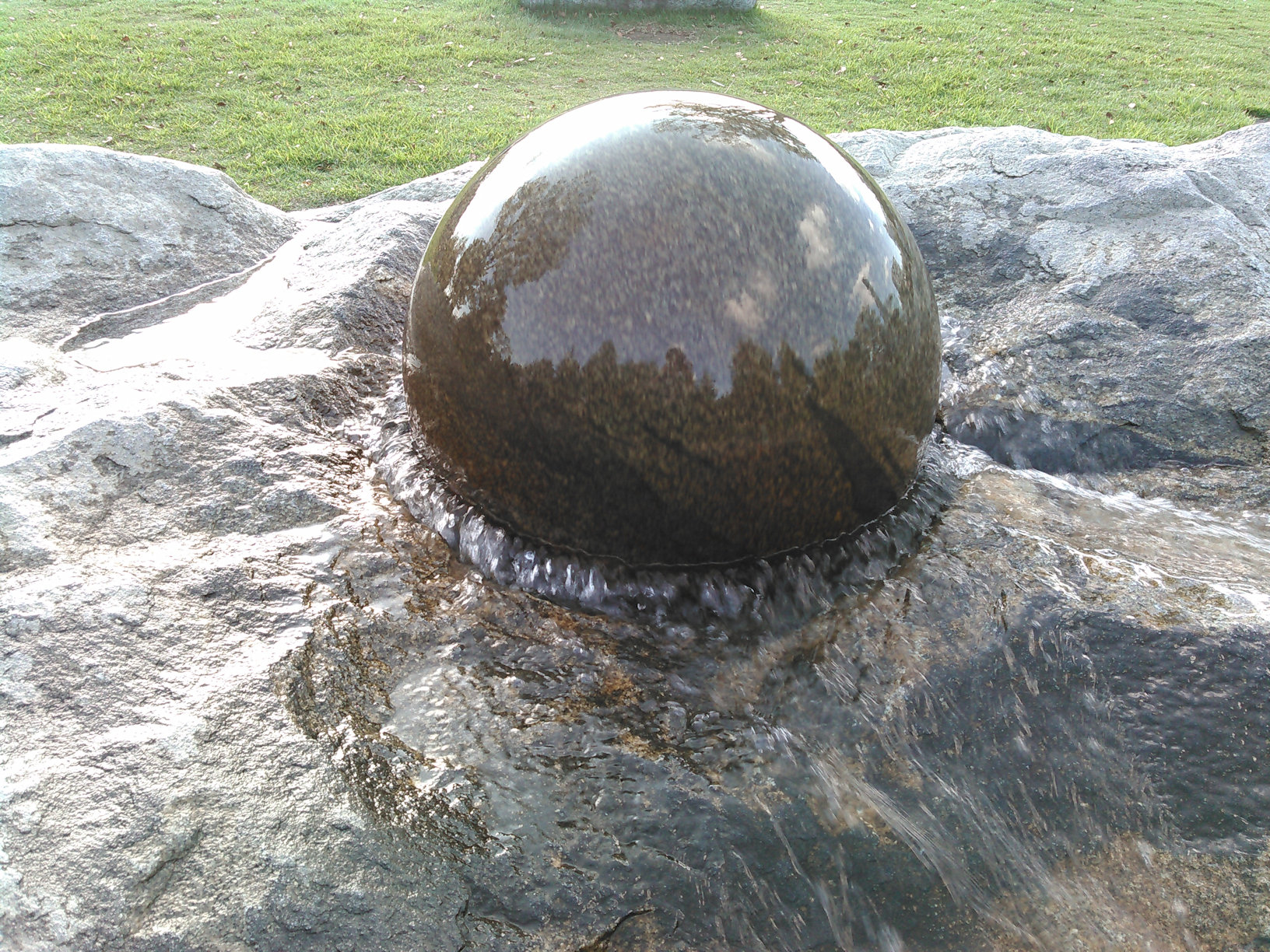
石玉回転噴水
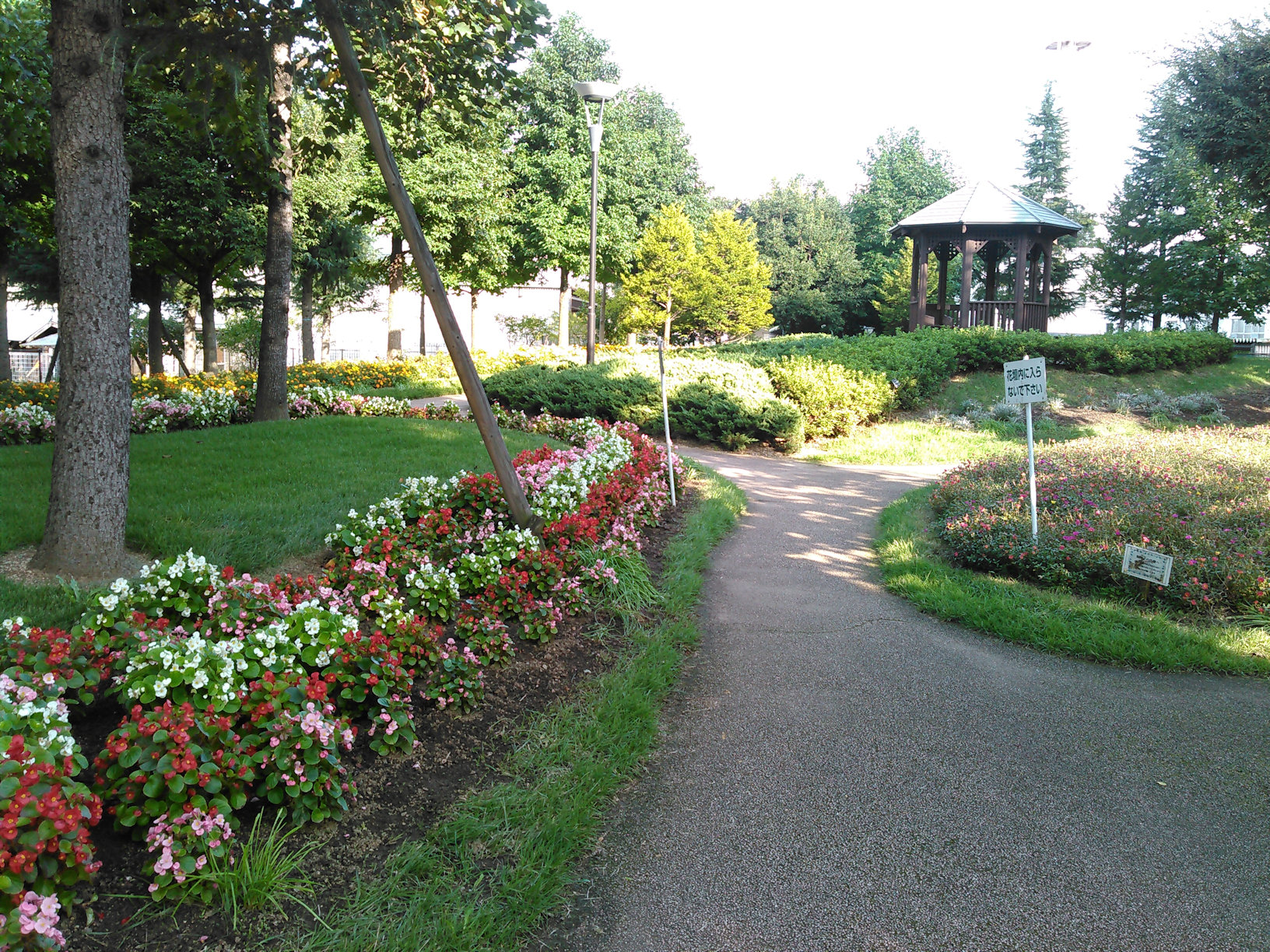
ガゼボ付近

## 所在地
- 福島県郡山市麓山1-16-17

## アクセス
- 郡山駅から車で約10分（県道6号郡山湖南線経由）、駐車場は麓山地区公共施設利用者駐車場が利用可能
- 郡山駅11番バス乗り場より麓山経由バス　麓山１丁目下車下車
- 郡山駅から徒歩15分